# 15381 Spadolini
15381 Spadolini este un asteroid din centura principală de asteroizi.

## Descriere
15381 Spadolini este un asteroid din centura principală de asteroizi. A fost descoperit pe 1 septembrie 1997 la Pianoro de Vittorio Goretti. El prezintă o orbită caracterizată de o semiaxă mare de 2,28 ua, o excentricitate de 0,13 și o înclinație de 4,6° în raport cu ecliptica.